# Daniel Zueras Herreros
Daniel Zueras Herreros (Saragossa, 13 de novembre de 1980) és un cantant de pop i dance.
La seva música és una mescla pop/dance i R&B, amb influències de l'electrònica dels anys 80. Va ser concursant del concurs musical de Telecinco Operación Triunfo 2006, quedant en segon lloc per darrere de Lorena, la guanyadora d'OT 2006.

## Biografia
Nascut a Saragossa el 13 de novembre de 1980, des de molt petit va voler dedicar-se al món de la música. Fill d'un agent comercial i d'una cuinera
Va estudiar solfeig i piano. Abans d'ingressar a Operación Triunfo, treballava com a cambrer els caps de setmana en un cine de Saragossa, però sempre ha volgut dedicar-se a la música, sent el seu ídol Mariah Carey. El 2006 va arribar la seva oportunitat amb Operación Triunfo.
Daniel Zueras Herreros. (13 de novembre de 1980, Zaragoza) Ha estudiado solfeo y un poco de piano. Aunque en su tiempo libre le gusta cantar y correr, se considera un chico tranquilo al que no le gusta salir demasiado. Ha trabajado como camarero los fines de semana en un cine, aunque su verdadera vocación és la música, tanto que le gustaría llegar a cantar con Mariah Carey, su mayor ídolo. No le gusta mucho la televisión y es un amante del arte.

### Operación Triunfo
El 2006, Dani es va presentar als càstings de Barcelona, en els quals va passar totes les proves fins que li van donar la feliç notícia que era un dels 20 finalistes que actuarien en la Gala 0 d'Operación Triunfo amb Jesús Vázquez com a presentador.
Des de l'inici del concurs Daniel es va caracteritzar a l'Acadèmia per la seva dolça veu, amb la qual va interpretar temes Pop i Balades, com "Otra vez", tema de Coti amb Paulina Rubio, "Unchained Melody" dels Righteous Brothers, "Last Christmas" de George Michael, "Blue Velvet" de Bobby Vinton, o "Me & Mrs Jones" de Billy Paul, entre d'altres.
A la semifinal estava entre els 3 més votats pel jurat:
1r. Daniel 29.0 Punts
2n. Saray 28.5 Punts
3r. Lorena 26.0 Punts
A la final del 26 de gener de 2007, Daniel va quedar en segon lloc (49,3% de vots), per davant de Leo i a pocs vots de Lorena Gómez, guanyadora del concurs (50,7% de vots).

### Activitat professional
Després de passar diversos mesos treballant entre Roma i Madrid, en el seu àlbum debut, compaginant-ho amb els concerts d'Operación Triunfo, el 23 d'abril de 2007 va sortir al mercat el seu primer àlbum original en solitari, "Siempre sale el sol", un disc amb temes pop, dance i R&B.
Una setmana abans s'havia publicat el primer single del disc (16 d'abril), que es titula "No quiero enamorarme". Des d'aquesta data el videoclip ha tingut molta repercussió entre el públic, pel fet que en el vídeo surten escenes amb contingut sexual (un trio entre Dani, una noia i un noi). El vídeo, segons Daniel, pretenia trencar amb la imatge de noi innocent que se li va donar a l'Acadèmia. En Youtube, el videoclip ha tingut més de 628.080 visualitzacions en 7 mesos, i ha tingut moltes opinions de suport i de força.
Durant els primers 6 mesos en el mercat Dani ha venut 25.000 còpies del seu disc "Siempre Sale El Sol", que ha arribat a ocupar el lloc #31 de les Llistes de Vendes Espanyoles. Un bon començament per a aquest artista que acaba d'entrar en el món de la música.
Daniel ha rebut un premi com a Artista Revelació del 2007, atorgat pel Grup Vocento, per la seva trajectòria musical.
El 2011 va llançar el seu disc Wangolo, i el 2013 Océanos de tiempo, on va canviar el seu estil per un de més electrònic.

## Discografia

### Àlbums
| Any  | Àlbum                     | Llista |
| Any  | Àlbum                     | ESP    |
| ---- | ------------------------- | ------ |
| 2006 | "Lo mejor de Daniel y OT" |        |
| 2007 | "Siempre Sale El Sol"     | 31     |
| 2011 | Wangolo                   |        |
| 2013 | Océanos de tiempo         |        |

### Singles
| Any  | Single                 | Chart     |
| Any  | Single                 | ESP       |
| ---- | ---------------------- | --------- |
| 2007 | "No Quiero Enamorarme" | No single |

## Concerts

### Concerts Gira Adelante
24 i 25 MARÇ - LLEIDA (Pavelló Barris Nord)
Artistes convidats: Cristina i Vanessa.
7 ABRIL - SANTANDER (Palau d'Esports)
Artistes convidats: Cristina i Eva.
13 ABRIL - SARAGOSSA (Pavelló Príncipe Felipe)
Artistes convidats: Vanessa i Eva.
21 ABRIL - MADRID (Palau Vistalegre)
Artistes convidats: Cristina i José Antonio.
28 ABRIL - BARCELONA (Palau Sant Jordi)
Artistes convidats: Vanessa, Cristina i Xavier.
4 MAIG - VALÊNCIA (Pavelló Font Sant Lluís)
Artistes convidats: Xavier i Cristina.
5 MAIG - MÚRCIA (Plaça de Braus)
Artistes convidats: Mayte, José Antonio i Encarna.
12 MAIG - FUERTEVENTURA (Estadi "Los Pozos" de Port del Rosario)
Artistes convidats: Mayte i José Antonio.
19 MAIG - MÀLAGA (Auditori Municipal)
Artistes convidats: Mayte, José Antonio i Encarna.
26 MAIG - BILBAO (BEC)
Artistes invitats: Cristina i Eva.

### Concerts Siempre Sale El Sol
27 de juliol de 2007– Peguera (Mallorca) Concert junt a Jose Galisteo
28 de Julio de 2007 – Gandia Valencia) Amb assistència de personas des de Madrid, València, Zaragoza, Barcelona......
El seu primer concert en solitari va ser el dia 14 d'agost de 2007 a Ariño (Terol). Persones que van acudir al concert des de: Madrid, Navarra, Màlaga, València, Saragossa, Barcelona, La Corunya, Alacant, Bilbao........
31 d'agost de 2007 – Alfafar (València). Concert junt amb el seu company Jorge Gonzalez. Persones que van acudir al concert des de: Madrid, València, Saragossa, Barcelona, La Corunya, Alacant...........
5 d'octubre de 2007 a Saragossa. Concert a Interpenyes. Obrí les festes del Pilar junt amb Peret. Van acudir persones des de Madrid, Màlaga, Navarra, València, Saragossa............. Més de 20.000 persones en el recinte.